# بلو بل (پنسیلوانیا)
بلو بل (به انگلیسی: Blue Bell) یک منطقهٔ مسکونی در ایالات متحده آمریکا است که در پنسیلوانیا واقع شده‌است. بلو بل ۶٬۰۶۷ نفر جمعیت دارد.